# Лозовата
Лозовата (укр. Лозовата) — село на Украине, находится в Тепликском районе Винницкой области.
Код КОАТУУ — 0523786003. Население по переписи 2001 года составляет 173 человека. Почтовый индекс — 23841. Телефонный код — 4353.
Занимает площадь 0,15 км².

## Адрес местного совета
23841, Винницкая область, Теплицкий р-н, с. Пологы, ул. Ленина, 5